# Hystricia laxa
Hystricia laxa là một loài ruồi trong họ Tachinidae.